# Lago Tromen
El lago Tromen es un espejo de agua ubicado en el Parque Nacional Lanín, en la zona cordillerana de la provincia de Neuquén, en el sur de la Argentina.
Ubicado inmediatamente al norte del volcán Lanín y del paso Tromen —que comunica la Argentina con Chile a través de la cordillera de los Andes—, este lago es relativamente fácil de acceder, ya que está ubicado a 64 km de buen camino de Junín de los Andes. Sin embargo, la falta de alojamiento en la zona lo ha mantenido alejado de las principales corrientes turísticas y de la intromisión del hombre en el ecosistema de sus costas.
Está rodeado de un denso bosque andino patagónico en sus costas, incluyendo bosques de pehuenes.
Ubicado muy cerca de la frontera con Chile, en sus cercanías se encuentra un destacamento de Gendarmería y una aduana. En sus costas se encuentra un camping, que es el único lugar de alojamiento que recibe turistas en la región.
El valle del río Malleo, que le da acceso, está ocupado por varias comunidades de mapuches, los pueblos originarios de la región. Desde el borde sur del valle, parte la principal ruta de acceso al volcán Lanín. Este lago pertenece a la cuenca del río Aluminé, que forma parte, a su vez, de la cuenca del río Negro.
Sus aguas son de color azul-verdoso, y es considerado el lago de más violento oleaje del norte de la Patagonia. Sus costas, ricas en, brazos, fiordos y caletas, alternan entre altos acantilados y playas de cantos rodados y arenas negras, de origen volcánico.